# Robert Kiyosaki
Robert Toru Kiyosaki (japonsky: 清崎徹, narozen 8. dubna 1947 Havaj, USA) je americký podnikatel a autor knih, známý svým bestsellerem Bohatý táta, chudý táta.

## Knihy
- Bohaté dítě, chytré dítě
- Bohatý táta radí jak investovat
- Bohatý táta, chudý táta
- Bohatý táta, chudý táta pro mladé
- Bohatá žena
- Bohatý bratr, bohatá sestra
- Cashflow kvadrant
- Co máte vědět, než začnete podnikat
- Do důchodu mladý a bohatý
- Kam se poděly mé peníze
- Proroctví
- Škola byznysu
- Zvyšte své finanční IQ
- Proč chceme, abyste byli bohatí
- Chcete-li být bohatí a šťastní, nechoďte do školy?
- Nefér výhoda
- Byznys pro 21. století
- Konspirace mocných a bohatých: Osm nových zákonů peněz
- Proč jedničkáři pracují pro trojkaře